# Signal (roman)
Signal (originaltitel Cell)  är en roman av Stephen King från 2006 (svensk översättning samma år) och vars ämne är mobiltelefoner och de fasor som kan härröra från dem.
En amerikansk film, Cell, som baseras på denna bok hade premiär 2016.